# The Antidote (album)
Pour l’article homonyme, voir The Antidote (Ronny Jordan).
The Antidote est le sixième album du groupe Moonspell sorti en 2003.

## Liste des chansons
1. In And Above Men - 4:12
2. From Lowering Skies - 5:25
3. Everything Invaded - 6:17
4. The Southern Deathstyle - 4:08
5. Antidote - 4:45
6. Capricorn At Her Feet - 6:05
7. Lunar Still - 6:56
8. A Walk On The Darkside - 4:44
9. Crystal Gazing - 4:52
10. As We Eternally Sleep On It - 7:10